# Sharon Wild
Šárka Matrasová (4 de abril de 1979), más conocida como Sharon Wild, es una agente inmobiliaria, modelo y ex actriz pornográfica checa. En 2005 abandonó la industria del cine pornográfico para entrar en la industria inmobiliaria.

## Carrera
Sarka Matrasova realizó una carrera de negocios en la República Checa. En 1999 se mudó a los Estados Unidos donde comenzó a trabajar como bailarina en The Body Shop en la ciudad de Los Ángeles. Ese mismo año Sarka ingresó en la industria del entretenimiento para adultos bajo el alias de Sharon Wild. Su carrera en la industria pornográfica la llevó a trabajar junto a reconocidas estrellas y compañías del cine erótico.
En 2003 Sharon firmó un contrato de dos años para trabajar con la compañía Forbidden Novelties, para ayudarles a desarrollar una serie de firmas que se comercializarían con su nombre, y a dirigir videos para el estudio Forbidden Pictures. En aquel año Sharon Wild ganó el Premio AVN y el Premio XRCO a la mejor escena de sexo en grupo junto a los intérpretes Friday, Taylor St. Claire y Rocco Siffredi, por su actuación en la película The Fashionistas.
En 2005 Sharon Wild abandonó la industria del cine pornográfico para entrar en la industria inmobiliaria, poco después se convirtió en una de las agentes de bienes raíces más exitosas de los Estados Unidos.

## Premios y nominaciones
| Año  | Premio       | Resultado | Categoría                                | Película         |
| ---- | ------------ | --------- | ---------------------------------------- | ---------------- |
| 2003 | Premios AVN  | Nominada  | Mejor escena de sexo en grupo – Película | Take 5           |
| 2003 | Premios AVN  | Ganadora  | Mejor escena de sexo en grupo – Película | The Fashionistas |
| 2003 | Premios XRCO | Ganadora  | Mejor escena de sexo en grupo            | The Fashionistas |
| 2005 | Premios AVN  | Nominada  | Mejor escena de sexo anal                | F to the A       |
| 2006 | Premios AVN  | Nominada  | Mejor escena de sexo en solitario        | Sold             |
| 2006 | Premios AVN  | Nominada  | Mejor escena de sexo oral – Película     | Les Bitches      |